# Goldene Himbeere/Schlechteste Neuverfilmung oder billigster Abklatsch
Die Goldene Himbeere für die schlechteste Neuverfilmung oder den billigsten Abklatsch (OT: Worst Remake Or Rip-off) wird seit 2007 anstatt der Kategorie Schlechteste Neuverfilmung oder Fortsetzung vergeben. Der Preis wurde erstmals am 24. Februar 2007 für die im Jahr 2006 produzierten Filme verliehen.

## Schlechteste Neuverfilmung oder billigster Abklatsch 2007
- Little Man (OT: Little Man) – Produktion: Rick Alvarez, Todd Garner, Lee R. Mayes, Joe Roth, Keenen Ivory Wayans, Marlon Wayans, Shawn Wayans

Außerdem nominiert:
- Der rosarote Panther (OT: The Pink Panther) – Produktion: Robert Simonds
- Poseidon (OT: Poseidon) – Produktion: Mike Fleiss, Akiva Goldsman, Duncan Henderson, Wolfgang Petersen
- Shaggy Dog – Hör mal, wer da bellt (OT: The Shaggy Dog) – Produktion: Robert Simonds, Tim Allen
- The Wicker Man (OT: The Wicker Man) – Produktion: Nicolas Cage, Randall Emmett, Norm Golightly, Avi Lerner, Joanne Sellar

## Schlechteste Neuverfilmung oder billigster Abklatsch 2008
- Ich weiß, wer mich getötet hat (OT: I Know Who Killed Me) – Produktion: Frank Mancuso Jr., David Grace

Außerdem nominiert:
- Sind wir endlich fertig? (OT: Are We Done Yet?) – Produktion: Steve Carr, Derek Dauchy, Todd Garner, Neil A. Machlis, Aaron Ray
- Bratz: The Movie – Produktion: Isaac Larian, Avi Arad, Steven Paul
- Fantastic Movie (OT: Epic Movie) – Produktion: Paul Schiff
- Who’s Your Caddy? – Produktion: Christopher Eberts, Tracey Edmonds, Kia Jam, Arnold Rifkin